# سعر النفط
أسعار النفط 1000 تطلق على سعر خام غرب تكساس الوسيط (الخام الخفيف المتداول في بورصة نيويورك التجارية أو مزيج برنت المتداول على بورصة انتركونتيننتال)، سعر برميل من النفط يختلف من مكان لآخر اعتمادا على عدة عوامل، مثل الثقل النوعي أو API، ومحتواه من الكبريت، ومكان استخراجه.
الطلب على النفط يعتمد اعتمادا كبيرا على نمو الاقتصاد العالمي، ويقول بعض الاقتصاديين أن ارتفاع أسعار النفط لها أثر سلبي كبير على النمو العالمي.
منظمة البلدان المصدرة للبترول (أوبك) تشكلت للحفاظ على سعر النفط عند مستوى يحقق الفائدة لجميع أعضائها.

## التاريخ

### الأسعار مؤخرا
كانت الأسعار في يناير 1999 قد وصلت إلى حاجز متدني حيث بلغت 16 دولارا (الأسعار في كامل المقال بالدولار لكل برميل من النفط)، بعد زيادة إنتاج النفط من العراق وتزامن مع الأزمة المالية الآسيوية، مما أدى إلى تراجع الطلب،
ثم زادت الأسعار بسرعة، لأكثر من الضعف بحلول سبتمبر 2000 فبلغت 35 دولارا، ثم انخفضت مرة أخرى حتى نهاية عام 2001، ثم اتجهت إلى الزيادة بشكل متطرد، وبلغت 40-50 بحلول سبتمبر 2004، وفي أكتوبر 2004 ارتفع سعر النفط الخام الخفيف للعقود الآجلة متجاوز 53 دولارا في عقود تسليم نوفمبر و 55 دولارا في عقود ديسمبر.
ارتفعت أسعار النفط الخام إلى مستوى قياسي فوق 60 دولارا في يونيو 2005، واستمر هذا الاتجاه في أوائل أغسطس 2005، وارتفعت العقود الآجلة لنحو 65 دولارا، كما واصل الطلب على البنزين ارتفاعه على الرغم من ارتفاع الأسعار، وصل سعر النفط الخام وصل إلى ذروته في يوليه 2006 فحقق أكثر من 77 دولارا، وفي ديسمبر 2006 بلغ نحو 63 دولارا.
وفي سبتمبر 2007، تجاوز خام تكساس حاجز 80 دولارا، عوامل متعددة تسببت في ارتفاع هذه الأسعار، منها أن زيادة إنتاج أوبك كانت أقل من المتوقع، انخفاض أسعار الأسهم في الولايات المتحدة بأقل من توقعات الخبراء، والتغيرات في السياسات النفطية الاتحادية، وتعرض ستة من خطوط الأنابيب لهجوم من قبل مجموعة يسارية في المكسيك، وفي أكتوبر 2007 ارتفع الخام الاميركي الخفيف فوق 90 دولارا للمرة الأولى، بسبب مزيج من حدة التوتر في شرق تركيا وانخفاض قيمة الدولار.
يناير 2008، بلغ متوسط سعر برميل النفط خلال تلك السنة 94 دولار وفق إحصائية منظمة أوبك وتأرجح سعر النفط خلال ههذه السنة.
وفي 8 ديسمبر 2023 سجلت أسعار النفط أطول سلسلة خسائر أسبوعية منذ 2018 وسط مخاوف بشأن تخمة عالمية وشيكة.

## توازن السوق
أسعار النفط مثل أسعار جميع السلع، تخضع لتقلبات كبيرة مع مرور الوقت، وخاصة تلك المرتبطة بدورة الأعمال التجارية فعند زيادة الطلب على سلعة مثل النفط بشكل يتجاوز قدرة الإنتاجية، فإن السعر السعر سوف يرتفع بشكل حاد جدا لان كلا من الطلب والعرض غير مرن إلى حد بعيد في المدى القصير، فمستهلكوا النفط قد يصدموا من ارتفاع أسعار النفط بشكل كبير، ولكن عاداتهم تحدد استهلاكهم له، وهي تأخذ وقتا للتكيف، غير أن كلا من الشركات والأفراد عليهم معرفة سبل لخفض استهلاك النفط كاستجابة لارتفاع الأسعار، وارتفاع الأسعار تشجع الاستثمارات الجديدة في ايجاد مصادر جديدة.
وعندما يتجاوز العرض الطلب، من جهة أخرى، ينبغي أن تنهار الأسعار حتى تصبح التكلفة الحدية للإنتاج أكبر من السعر، فتبدأ آبار البترول بالإغلاق لانها أصبحت غير اقتصادية، على الأقل مؤقتا، فيقل المعروض بالتالي ويزداد السعر من جديد.

## مواضيع ذات علاقة
- حظر النفط (1967)
- أزمة النفط (1973)
- أزمة الطاقة (1979)
- وفرة النفط (1980)
- ارتفاع أسعار النفط (1990)